# Булькиемде
Булькиемде (фр. Boulkiemdé) — одна из 45 провинций Буркина-Фасо. Находится в Восточно-Центральном регионе, столица провинции — Кудугу. Площадь Булькиемде — 4269 км².
Население по состоянию на 2006 год — 498 008 человек.

## Административное деление
Булькиемде подразделяется на 13 департаментов.